# Sandavágur
Sandavágur is een dorp dat behoort tot de gemeente Sandavágs kommuna in het zuidoosten van het eiland Vágar op de Faeröer. De naam Sandavágur betekent Zanderige inham in het Faeröers en verwijst naar het strand aan het fjord. Sandavágur heeft 723 inwoners. De postcode is FO 360. Er is ook een voetbalclub actief in Sandavágur die speelt onder de naam FSV (Fótbóltssamtak-Vágar). Er is een guest house en een camping in Sandavágur.

## De runesteen van Sandavágur

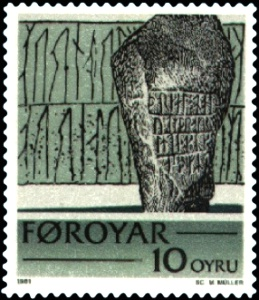
Afbeelding van de runesteen van Sandavágur op een postzegel

De runesteen van Sandavágur is een dertiende-eeuwse runesteen, die werd ontdekt in 1917, waarop staat dat de Noorse Viking Torkil Onandarson uit Rogaland de eerste bewoners van de streek was. De steen is te bewonderen in de kerk van Sandavágur. De runesteen werd afgebeeld op een Faeröerse postzegel die in omloop was in het begin van de jaren tachtig (zie hiernaast).

## Á Steig
Á Steig was de residentie van de Lagman in Sandavágur, de Lagman was de rechtspreker en leider van het Faeröerse parlement tot in 1816, toen de Faeröer een Deens administratief district werden. De geestelijke Venceslaus Ulricus Hammershaimb, die in 1819 in Sandavágur werd geboren en die als grondlegger van de Faeröerse geschreven taal wordt beschouwd, was de zoon van de laatste rechtspreker.

## Geboren
- Torkil Nielsen (1964), voetballer en schaker